# 遠江三十六人衆
遠江三十六人衆（とおとうみさんじゅうろくにんしゅう）は、遠江国において存在した、一定の勢力を持つ国人や土豪などの総称。遠州三十六人衆とも。

## 概要
室町時代に入り今川氏が遠江に侵攻した際、これに従ったと伝えられる。

## 構成

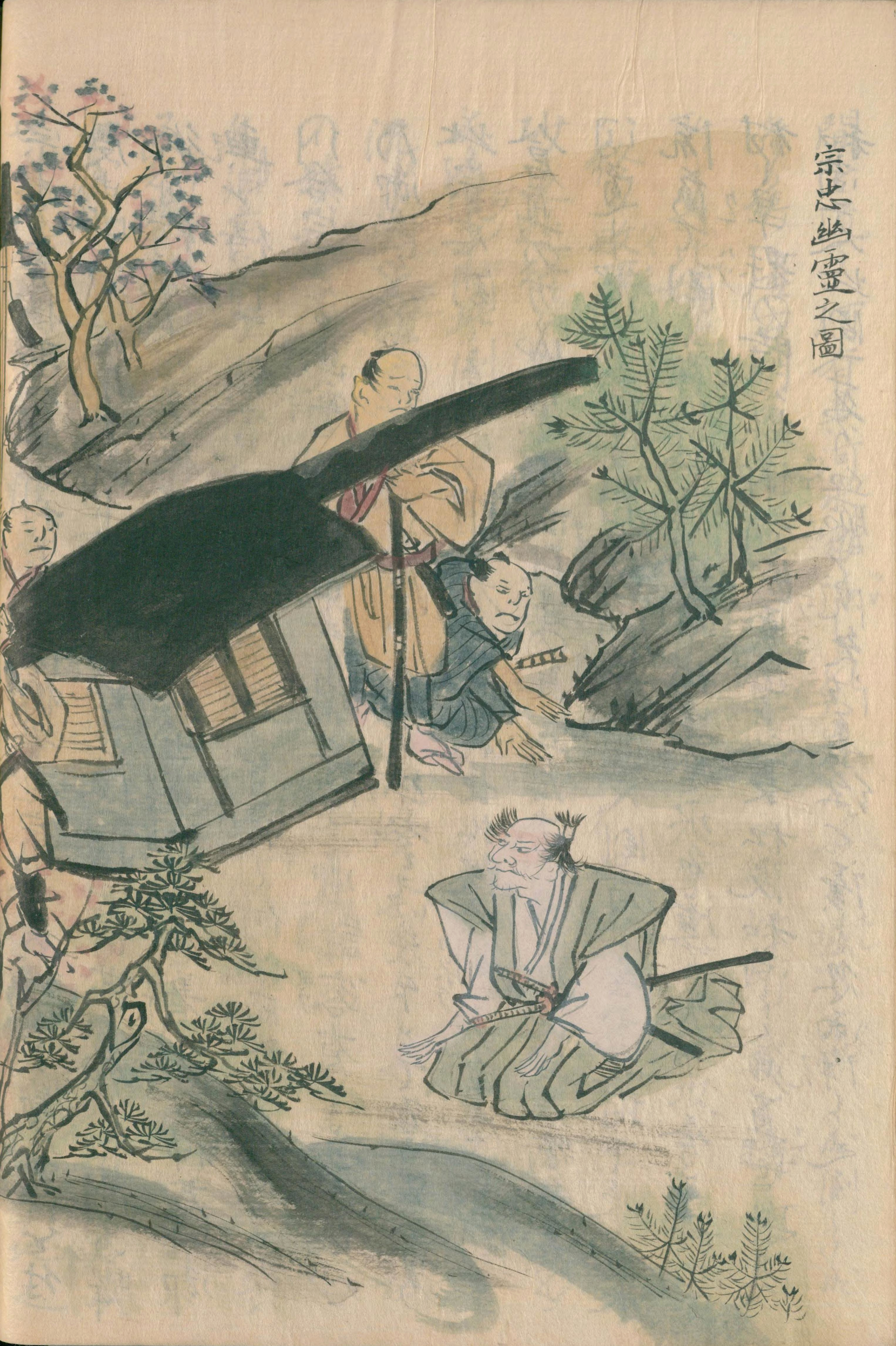
河合宗忠の幽霊（手前）を描いた江戸時代の彩色画（「宗忠幽靈之圖」藤長庚編集『遠江古蹟圖會』1803年。国立国会図書館蔵）

『柳園雑記』には、下記の氏・名前が記録されている。その他の詳細は不明である。
- 初馬　河合宗忠
- 西郷　西郷殿
- 倉真　松浦兵庫助
- 掛川　鶴見因幡
- 本郷　原氏
- 平川　赤堀至膳
- 原谷　孕石
- 小山　増田周防守
- 増田　松浦治郎右衛門
- 袋井　堀越殿